# Gambara (metropolitana di Milano)
Gambara è una stazione della linea M1 della metropolitana di Milano.

## Storia
La stazione venne inaugurata il 2 aprile 1966 come capolinea della diramazione proveniente da Pagano, comprendente anche le due fermate intermedie di Wagner e De Angeli.
Funse da capolinea fino al 18 aprile 1975, quando venne attivato il prolungamento fino a Inganni.
Il nome della stazione si pronuncia Gàmbara, anche se spesso viene pronunciato ponendo erroneamente l’accento sulla seconda "a" (Gambàra): nella lingua italiana, ed in particolare nelle sue varianti dell'Italia settentrionale, vi sono molti sostantivi pronunciati in questo secondo modo, ma in questo caso l'accento deve cadere invece sulla prima vocale in quanto tale è la pronuncia corretta del cognome della poetessa rinascimentale Veronica Gambara, alla quale è intitolata la piazza sovrastante la stazione.

## Servizi
La stazione dispone di:
- Accessibilità per portatori di handicap
- Scale mobili
- Emettitrice automatica biglietti
- Stazione video sorvegliata

## Interscambi
Nelle immediate vicinanze della stazione non vi sono fermate di linee urbane automobilistiche o tranviarie gestite da ATM.